# الاتجار بالبشر
الاتجار بالبشر هو بيع وشراء الأفراد لأغراض ترتبط بالعمالة القسرية، والاستعباد الجنسي، والاستغلال الجنسي لأهداف تجارية عن طريق المهربين وغيرهم من المنتفعين. وقد يندرج تحت بند الاتجار بالبشر توفير النساء وتزويجهن بشكل قسري، انتزاع الأعضاء والأنسجة، الحمل بالإنابة ونقل البويضات. ويمكن أن يتم الاتجار بالبشر في نطاق بلد معيّن أو يمتد ليشمل أكثر من دولة (جريمة عابرة للحدود الوطنية). ويعد الاتجار بالبشر جريمة موجهة ضد الفرد حيث يتم خلالها انتهاك حقوق الضحية المرتبطة بحرية الانتقال، حيث يتم نقله بشكل قسري، ناهيك عن الاستغلال الذي يتعرض له الفرد لأغراض تجارية. فيمكن القول أن الاتجار بالبشر ما هو إلا عملية بيع وشراء للأفراد خاصة النساء والأطفال، ولا يجب أن تتضمن هذه العملية نقل للأفراد من مكان إلى آخر.
تهريب الأشخاص (وهي تلك الظاهرة التي تعرف أيضا بتهريب البشر وتهريب المهاجرين) يعد أحد أهم الممارسات المرتبطة بالاتجار بالبشر، وهي تتميز عن الاتجار بصفة القبول، أي أن تهريب الأشخاص يتم وفقا لإرادتهم، ويمكن أن تندرج تحت توصيف الاتجار بالبشر إذا ما ارتبطت بالإكراه والاستغلال. في الغالب الأشخاص المهربين يتم احتجازهم دون إرادتهم عن طريق الإكراه، بالإضافة إلى إجبارهم على العمل لصالح المهرب، وغيره من المستغلين للوضع.
ووفقا لمنظمة العمل الدولية، فإن العمالة القسرية (إحدى أنماط الإتجار بالبشر) تجلب ما يمكن تقديره ب 150 مليار دولار من الأرباح سنويا، وذلك ابتداءا من عام 2014 .وخلال عام 2010، قدرت منظمة العمل الدولية وجود ما يقرب من 21مليون ضحية لما يعرف بالعبودية الجديدة. حيث تم استغلال حوالي 14.2 مليون نسمة)68% (في العمل القسري، بينما نجد أن 4.5 مليون نسمة (22%) قد تم استغلالهم جنسيا، بالإضافة إلى وقوع 2.2 مليون نسمة (10%) تحت طائلة السخرة التي تفرضها الدولة. ولقد سجلت منظمة العمل الدولية تعرض كل من العمال من الأطفال والقاصرين إلى صور أخرى أكثر تطرفا من الاستغلال.
وتظهر الإحصائيات أن ما يقرب من 215 مليون من عمال العالم اليافعين يعملون في عدد من القطاعات المحفوفة بالمخاطر، بما في ذلك من إجبارهم على ممارسة الجنس، والتسول القسري. كما إنه من المتوقع أن يمتهن قطاع عريض من الأفراد المنتمين للأقليات العرقية والجماعات الأكثر تهميشا أعمال مضرة بالصحة، كدباغة الجلود، والعمل في المناجم ومقالع الأحجار.
ويُعتقد أن الاتجار بالبشر هو أحد أسرع أنشطة الجريمة المنظمة العابرة للحدود نمواً. ويتم إدانة الاتجار بالبشر بشكل واسع في المحافل الدولية باعتباره انتهاك صارخ لحقوق الإنسان، بالإضافة إلى خضوع الاتجار بالبشر للتوجيه والرقابة داخل الاتحاد الأوروبي. ووفقا لتقرير تم إصداره بواسطة وزارة الخارجية الأمريكية، تعد كل من بيلاروسيا وإيران وروسيا وتركمانستان ضمن أسوء الدول عندما يتعلق الأمر بتوفير الحماية للممارسات المرتبطة بالاتجار بالبشر والعمالة القسرية.

## التعريف
يُعَرِّف بروتوكول منع وقمع ومعاقبة الاتجار بالأشخاص، وبخاصة النساء والأطفال ـ والذي يُعْرَف أيضاً ببروتوكول باليرمو، وأيضاً بروتوكول الاتجارـ الاتجار بالأشخاص كالآتي:
(أ) يقصد بتعبير «الاتجار بالأشخاص» تجنيد أشخاص أو نقلهم أو تنقيلهم أو إيواؤهم أو استقبالهم بواسطة التهديد بالقوة أو استعمالها أو غير ذلك من أشكال القسر أو الاختطاف أو الاحتيال أو الخداع أو استغلال السلطة أو استغلال حالة استضعاف، أو بإعطاء أو تلقي مبالغ مالية أو مزايا لنيل موافقة شخص له سيطرة على شخص آخر لغرض الاستغلال. ويشمل الاستغلال، كحد أدنى، استغلال دعارة الغير أو سائر أشكال الاستغلال الجنسي، أو السخرة أو الخدمة قسرا، أو الاسترقاق أو الممارسات الشبيهة بالرق، أو الاستعباد أو نزع الأعضاء؛
(ب) لا تكون موافقة ضحية الاتجار بالأشخاص على الاستغلال المقصود المبيّن في الفقرة الفرعية (أ) من هذه المادة محل اعتبار في الحالات التي يكون قد استُخدم فيها أي من الوسائل المبيّنة في الفقرة الفرعية (أ)؛
(ج) يعتبر تجنيد طفل أو نقله أو تنقيله أو إيواؤه أو استقباله لغرض الاستغلال «اتجارا بالأشخاص»، حتى إذا لم ينطو على استعمال أي من الوسائل المبينة في الفقرة الفرعية (أ) من هذه المادة؛
(د) يقصد بتعبير "طفل" أي شخص دون الثامنة عشرة من العمر."

## الإيراد
قدرت منظمة العمل الدولية، في عام 2014، الربح السنوي المتحقق من العمل بالسخرة بحوالي 150 مليار دولار.

## استخدام المصطلح
يختلف الاتجار بالأشخاص عن تهريب الأشخاص. فتهريب الأشخاص يتضمن التجاء بعض الأشخاص لمن يقوم بتهريبهم عبر الحدود بحيث يكون الشخص الذي يتم تهريبه بعد ذلك حرا، ولذلك فهو لا يتضمن الخداع أو الإكراه، بينما يتضمن بالضرورة الانتقال من مكان لآخر. على العكس من الاتجار بالأشخاص الذي يتضمن الإكراه أو الخداع ولا يتضمن بالضرورة الانتقال. على الرغم من تباين التعريفين فإن بعض المهربين قد يمارسون إكراها أو خداعا للمنقولين مما يحول تعريف نشاطهم إلي اتجار بالأشخاص. ، وظل مفهوم جريمة الاتجار بالأشخاص يعتريه بعض الغموض خاصة لغير المتخصصين، وثار سؤال "هل هناك في عالم اليوم من يبيع ويشتري البشر!!" والجواب: أن الاتجار ليس بالإنسان بمجمله بل المتاجرة بسعادته ووقته وجهده وطموحاته؛ مع أن المتاجرة بكيانه كاملاً قد يقع فهناك خطف الأطفال وبيعهم وقد يباعون من قبل وليهم.
كما أن مفهوم جريمة الاتجار بالبشر أشكل على بعض المختصين ومنفذي القانون، وتداخل مفهومه مع مفاهيم عديدة؛ كمخالفات أنظمة العمل والجوازات وجرائم الدعارة والاعتداء على النفس والجرائم داخل الأسرة وغيرها؛ إلا أن لهذه الجريمة عناصر خارج ركنيها (المادي/المعنوي) ينبغي بحثها قبل بحث الأركان، وهي عناصر مفترضة ؛ وقد دأب فقهاء القانون حديثاً بسبر محيط الجرائم المستحدثة لاستخلاص عناصر مفترضة تسبق الجريمة وتمثل البوابة لولوج أركانها ولتفرقتها عما يشبهها من جرائم، وعناصر جريمة الاتجار بالبشر المفترضة هي: 1-التبعية: بمرحلتيها السيطرة والتحكم، والتبعية إما قانونية كتبعية الطفل الرضيع لوالدته والعامل لرب العمل أو غير قانونية مثل تبعية المخطوف لعصابات نقل المهاجرين الذين قد يسرقون عضو من جسده، وعنصر التبعية أهم عنصر يميز هذه الجريمة وبدونه لا ينطبق نصها التجريمي، فهذه التبعية تمكن المتبوع من السيطرة على التابع، وعند قيام سوء نية يتحكم المتبوع بالتابع؛ فتتسول الأم بطفلها في إشارات المرور، ويكلف رب العمل عاملته المنزلية بعمل لساعات طويلة ويؤجرها للخدمة في بيوت الجيران، وتسرق عصابات المهاجرين الكلى من الضحايا؛ كما يستغل مدير النادي الليلي الفتيات ويحولهن من نادلات إلى بائعات هوى. 2-محل الجريمة: وهو الشخص الطبيعي فلا يتصور وقوع الشخص المعنوي ضحية لهذه الجريمة كما أن المعني بها هو الإنسان الحي وليست جثته بعد موته ولو سرق من جثته أعضاء بعد موته فيحمى بنصوص "حرمة الأموات". 3- المصلحة المحمية للجريمة: هي الحرية الفردية للإنسان، ويقصد بها الحريات غير السياسية وهي حقه بالعمل وحماية جسده وتحقيق رفاهيته وسعادته.

## نظرة عامة
لقد ساعد مكتب الأمم المتحدة المعني بالمخدرات والجريمة العديد من المنظمات غير الحكومية في الحرب التي تخوضها هذه المنظمات ضد الاتجار بالبشر. فعلى سبيل المثال خلال الصراع المسلح الذي اندلع في لبنان عام 2006، والذي أدي بدوره إلى فقد 300,000 من عمال المنازل القادمين من سيرلانكا واثيوبيا والفلبين لوظائفهم، مما جعلهم هدفا للمتاجرين، قامت منظمة كارتاس بقيادة حملة معلوماتية طارئة لرفع الوعي بخصوص قضية الاتجار بالبشر. بالإضافة لذلك، فإن صدور التقرير العالمي للاتجار بالبشر في أبريل من عام 2006 قد ساعد في تحديد 127 بلد منشأ، و98 دول ممر، بالإضافة إلى تعريف 137 دولة تمثل المقصد الرئيسي للاتجار بالبشر ويعتبر هذا التقرير حتى الآن ثاني أكثر تقارير المكتب التي تم الاطلاع على المعلومات الواردة بها. ووصولا إلى عام 2007، فإن مكتب الأمم المتحدة المعني بالمخدرات والجريمة قد قام بتقديم الدعم لعدد من المبادرات من أمثال مشروع رقابة المجتمع المحلي الذي أقيم على امتداد الشريط الحدودي الواقع بين الهند ونيبال، بالإضافة إلى تقديم الدعم لحملة تبنتها منظمة غير حكومية تدعو من خلالها لمنع الاتجار بالأشخاص بكل من البوسنة والهرسك وكرواتيا.
مبادرة الأمم المتحدة العالمية لمحاربة الاتجار بالبشر تم إطلاقها لتعزيز المجهود العالمي ضد الاتجار بالبشر، وذلك وفقا لمبادئ الاتفاقيات الدولية التي تم التوصل إليها بواسطة الأمم المتحدة. وقد اطلقت هذه المبادرة خلال مارس من عام 2007 بواسطة مكتب الأمم المتحدة المعني بالمخدرات والجريمة، وبمنحة مقدمة بواسطة جهود الإمارات المتحدة العربية. ويتم إدارة هذه المبادرة حاليا بالتعاون فيما بين منظمة العمل الدولية، ومنظمة الهجرة الدولية، اليونيسف، مفوضية الأمم المتحدة السامية لحقوق الإنسان، بالإضافة إلى منظمة الأمن والتعاون في أوروبا.
وقد عمل مكتب الأمم المتحدة المعني بالمخدرات والجريمة على تحفيز جهود مكافحة الاتجار بالبشر من خلال إطلاق حملة القلب الأزرق لمكافحة الاتجار بالبشر في السادس من مارس لعام 2009، وقد قامت المكسيك على إثر هذه الحملة بإطلاق النسخة المحلية لها في أبريل من عام 2010. تهدف الحملة لتشجيع الأفراد لإظهار تضامنهم مع ضحايا الاتجار بالبشر من خلال ارتداء قلوب زرقاء، وذلك بالمحاكاة لكيفية ارتداء الشريط الأحمر الذي يعزز الوعي العالمي بخصوص فيروس نقص المناعة المكتسبة ومرض الإيدز.وفي الرابع من نوفمبر لعام 2010 أطلق الأمين العام للأمم المتحدة بان كي مون صندوق الأمم المتحدة الاستئماني التطوعي لضحايا الاتجار بالأشخاص لتوفير الدعم الإنساني والقانوني والمالي اللازم لضحايا الاتجار بالبشر، بالإضافة إلى السعي لمضاعفة عدد الناجين والداعمين للضحايا، ولزيادة حجم المساعدات التي يحصلون عليها.
وفي 2013 قامت الأمم المتحدة بتخصيص يوم الثلاثون من يونيو ليكون يوما عالميا لمكافحة الاتجار في الأشخاص.
وخلال يناير من عام 2019، أصدر مكتب الأمم المتحدة المعني بالمخدرات والجريمة الإصدار الجديد من التقرير العالمي للاتجار في الأشخاص. وقد أظهر التقرير العالمي للاتجار في الأشخاص لعام 2018 أن 30% من ضحايا الاتجار بالبشر في العالم في الفترة من 2016 وصولا إلى 2018 هم من الأطفال، وذلك مقارنة بنسبة 3% فقط في الفترة من عام 2007 حتى عام 2010.
سجل التقرير العالمي تواجد عدد من الضحايا الذين ينتمون لمئة وثلاث وسبعين جنسية مختلفة والذين تم اكتشاف تواجدهم بمئة واثنين وأربعين دولة مختلفة في الفترة من 2012 حتى 2016، وقد تم تحديد تدفق ما يقرب من 500 حالة خلال هذه الفترة. ولقد تم اكتشاف أن حوالي نصف حالات الاتجار قد حدثت في ذات المنطقة، مع حدوث 42% من الحالات في داخل الحدود الوطنية، وعلى الرغم من ذلك فإن منطقة الشرق الأوسط تعتبر حالة استثنائية بذاتها حيث أن معظم ضحايا الاتجار هناك هم من جنوب وشرق آسيا فقط، مما يجعلهم من أكثر الجماعات تشتتا على النطاق الجغرافي. وفي المطلق يمكن القول أن دول أفريقيا وآسيا يشهدون أكثر حالات العمل القسري، بينما يعد الاستغلال الجنسي أكثر شيوعاً في كل من أوروبا والقارتين الأمريكيتين.
بالإضافة إلى ذلك، فقد تم التعرف على ستة عشر دولة حول العالم يتم فيها ممارسة التجارة بالأعضاء. وقد عمل هذا التقرير على إثارة القلق حول معدل الإدانات المنخفض لهذه الجرائم، حيث أن 16% من الدول التي رصدها التقرير لم تشهد وقوع أي إدانة لأى حالة من حالات الاتجار بالأشخاص، في الفترة الممتدة من عامي 2007 وصولا إلى 2010. وبحلول فبراير من عام 2018، قامت مئة وثلاثة وسبعون دولة بالتصديق على بروتوكول الأمم المتحدة للاتجار في الأشخاص، والذي يعتبر مكتب الأمم المتحدة المعني بالمخدرات والجريمة الراعي الأول له. ولقد تبع ذلك حدوث عدد من التغيرات الهامة في التشريعات المحلية المعالجة لهذه القضية، والدليل على ذلك أنه بحلول عام 2012 قامت 83% من دول العالم قد قاموا بصياغة قوانين تجرم الاتجار في الأشخاص، وذلك بما يتفق مع مبادئ البروتوكول.

## التأثير العالمي
يؤثر الاتجار بالبشر على كل دول العالم، من خلال تقسيمها إلى دول المنبع، ودول الوجهة، ودول المرور. غالبا ما يحدث الاتجار بالبشر عبر الدول من الدول الأقل إنماء إلي الدول الأكثر إنماء، ويعد الفقر أحد أهم الأسباب التي تجعل الأشخاص عرضة للاتجار بهم.

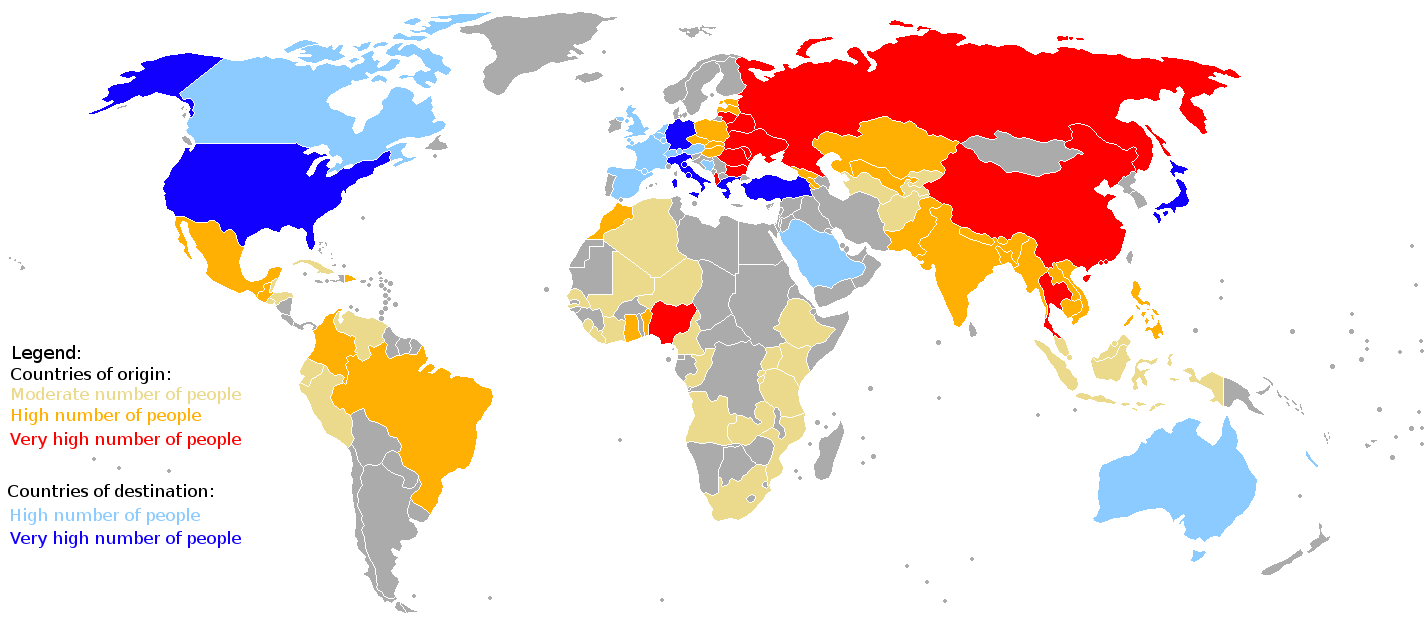
خريطة توضح الاتجار بالبشر في العالم بين دول المصدر ودول الوجهة

## الأنواع

### الاتجار بالأطفال
يشمل الاتجار بالأطفال تجنيد من هم تحت سن الثامنة عشر ونقلهم وإيوائهم بغرض الاستغلال الجنسي بهدف الربح أو العمل القسري أو من أجل تجارة الأعضاء أو للتزويج أو للتجنيد العسكري أو للتسول أو لأي أنشطة أخرى قد تؤثر على النمو الطبيعي لجسد وعقل الطفل.
تشير إحصائية المنظمة الدولية للهجرة لعام 2011 إلي أن 35% من الأشخاص الذين تعرضوا للإتجار بهم يبلغون من العمر أقل من 18 سنة. وتشير تقارير بأن تايلند والبرازيل حققا أسوأ التسجيلات في تجارة الأطفال من أجل الجنس.
من الأسباب المؤدية للاتجار بالأطفال الفقر المدقع للآباء مما يدفعهم لبيع الأطفال من أجل المال، أو عن طريق الإيهام بتقديم أطفالهم لحياة أكثر جودة. التبني قد يكون أحد صور الاتجار بالأطفال إذا أسيء استعماله.

### الاتجار بالأشخاص بغرض الجنس
يمس الاتجار بالجنس حياة حوالي 4.5 مليون إنسان في العالم، حيث يجد الضحايا أنفسهم في مواقف إكراه وسوء معاملة لا يمكن الهروب منها ويتضمن الاتجار الجنسي إكراه أشخاص مهاجرين على نشاطات جنسية كشرط لتسوية هجرتهم، فعلى سبيل المثال يتم وعد النساء والأطفال المتاجر بهم بالعمل في الأنشطة المنزلية وفي الصناعة، ولكن يتم أخذهم للعمل في المواخير، بينما يحال بينهم وبين أوراق سفرهم، ويتم تعرضهم للضرب والحبس والتنكيل الجسدي والجنسي، حيث ترهن حرياتهم بالعمل وتحقيق المكسب لفترة معينة 

### الزواج القسري
الزواج القسري هو تزويج أحد الطرفين أو كليهما بدون إرادته الحرة. وتنص الاتفاقية التكميلية لإبطال الرق وتجارة الرقيق والأعراف والممارسات الشبيهة بالرق على إدانة صور مختلفة من تزويج المرأة قسرا، مثل:
1. الوعد بتزويج امرأة، أو تزويجها فعلا، دون أن تملك حق الرفض، ولقاء بدل مالي أو عيني يدفع لأبويها أو للوصي عليها أو لأسرتها أو لأي شخص آخر أو أية مجموعة أشخاص أخرى،
2. منح الزوج أو أسرته أو قبيلته حق التنازل عن زوجته لشخص آخر، لقاء ثمن أو عوض آخر،
3. إمكان جعل المرأة، لدي وفاة زوجها، إرثا ينتقل إلي شخص آخر.
وتعد كل هذه الصور صورا من الممارسات الشبيهة بالرق.

### الاتجار بالأشخاص بغرض التشغيل
الاتجار بغرض التشغيل هو أحد صور العبودية الحديثة، إذ يتم نقل أشخاص بغرض تشغيلهم قسرا من خلال التهديد أو العنف أو غيره من وسائل الإكراه. يتضمن الاتجار بغرض التشغيل صورا مختلفة مثل:
العمل القسري: وهو العمل أو الخدمة الذي يؤديه الشخص دون إرادته الحرة وتحت تهديد العقوبة.
إسار الدين: وهو الحال أو الوضع الناجم عن ارتهان مدين بتقديم خدماته الشخصية أو خدمات شخص تابع له ضمانا لدين عليه، إذ كانت القيمة المنصفة لهذه الخدمات لا تستخدم لتصفية هذا الدين أو لم تكن مدة هذه الخدمات أو طبيعتها محددة. 
الأنماط الشائعة للاتجار بغرض التشغيل تشمل الأشخاص الذين يجبرون على العمل في الخدمة المنزلية، وأعمال الفلاحة، والصناعة تحت التهديد بالعنف والإكراه، بدون الحصول على مقابل مادي منصف.

### الاتجار بالأشخاص من أجل تجارة الأعضاء
الاتجار بالأعضاء هو أحد صور الاتجار بالبشر، وقد يأخذ أشكالا مختلفة. ففي بعض الحالات، يجبر الشخص على التخلي عن عضو من أعضاء جسده، وفي حالات أخرى يوافق الضحية أن يبيع أحد أعضائه مقابل المال أو البضائع، ولكن لا يتم الدفع له وفقا للاتفاق. وهناك حالات يسلب فيها الشخص أحد أعضاء جسده دون علمه، أثناء جراحة علاجية أخرى. أكثر الفئات تعرضا لمثل هذا النوع من الاتجار هم العاملون المهاجرون، المشردون، والأميون. ويعد الاتجار بالأعضاء أحد أنواع الجريمة المنظمة والتي يتورط فيها أطراف عدة.
الاتجار بالأعضاء تجارة مربحة جدا، نظرا لطول قائمة الانتظار لمرضى جراحات نقل الأعضاء بسبب عدم توفر المتبرعين.

## مناهضة الاتجار بالبشر
هناك مجموعة من المواثيق والبروتوكولات والاتفاقيات الدولية لمحاربة الاتجار بالبشر مثل:
- الاتفاقية التكميلية لإبطال الرق.
- بروتوكول منع وقمع ومعاقبة الاتجار بالأشخاص وخاصة النساء والأطفال
- بروتوكول مكافحة تهريب المهاجرين عن طريق البر والبحر والجو
- البروتوكول الاختياري بشأن بيع الأطفال وبغاء الأطفال والمواد الإباحية عن الأطفال
- اتفاقية العمل القسري
- اتفاقية إلغاء العمل الجبري
- اتفاقية أسوأ أشكال عمل الأطفال
- اتفاقية الحد الأدنى للسن 1973

في عام 2010، تبنت الجمعية العامة للأمم المتحدة خطة العمل العالمية لمحاربة الاتجار بالأشخاص، والتي تقوم على تعاون الحكومات المختلفة في اتخاذ الإجراءات اللازمة للحد من الظاهرة.
أسفر القانون الأمريكي لحماية ضحايا الاتجار والعنف لعام 2000 عن إنشاء مكتب مراقبة ومحاربة الاتجار بالأشخاص التابع لوزارة الخارجية الأمريكية والذي من مهامه التعاون مع الحكومات الأجنبية من أجل محاربة الاتجار بالبشر، ونشر تقرير الاتجار بالبشر سنويا.
وضعت الحكومة الكندية خطة لمحاربة الاتجار بالبشر تحت اسم خطة العمل الوطنية لمحاربة الاتجار بالأشخاص عام 2012، وهي خطة عمل تستمر لمدة أربع سنوات.
عاون مكتب الأمم المتحدة المعني بالمخدرات والجرائم (UNODC) العديد من المنظمات غير الحكومية في نضالها ضد الاتجار بالبشر، وقد أدت جهوده في تحفيز الحراك حول هذه القضية إلى إطلاق حملة القلب الأزرق المناهضة للاتجار بالبشر في السادس من آذار/مارس لعام 2009، والتي أطلقت المكسيك نسختها الخاصة منها في شهر نيسان/أبريل عام 2010،[31][32] وتشجع الحملة الناس على التضامن مع ضحايا الاتجار بتعليق قلوب زرقاء على ملابسهم، بشكل مشابه لتعليق الشريطة الحمراء المعنية بنشر التوعية حول فيروس العوز المناعي البشري والإيدز حول العالم.
وفي الرابع من شهر نوفمبر/تشرين الثاني عام 2010، أطلق الأمين العام للأمم المتحدة بان كي مون صندوق التبرعات الاستئماني للأمم المتحدة لضحايا الاتجار بالأشخاص، من أجل تقديم العون الإنساني، والقانوني والمادي لأولئك الضحايا وإنقاذهم.
وفي كانون الثاني/يناير عام 2019، نشر مكتب الأمم المتحدة المعني بالمخدرات والجرائم نسخة جديدة من التقرير العالمي عن الاتجار بالأشخاص،  والذي كان قد أشار في العام السابق إلى أن 30% من جميع ضحايا الاتجار بالبشر الذين رُصدوا رسمياً حول العالم بين عامي 2016 و2018 كانوا أطفالاً، وهي نسبة أعلى بـ3% من تلك المُسجلة في الفترة بين عامي 2007 و2010.
كما سجل التقرير العالمي ضحايا من 137 جنسية مختلفة في 142 دولة بين عامي 2012 و2016، علماً أن حوالي نصف عمليات الاتجار بالبشر بأكملها كانت قد جرت في نفس المنطقة وضمن حدود الدولة الواحدة بنسبة 42%، باستثناء الشرق الأوسط، حيث كان معظم الضحايا من آسيا الشرقية والجنوبية، وقد رُصد الاتجار بالأشخاص شرق الآسيويين في ما يزيد عن 64 دولة، ما يجعلهم أكثر مجموعة مشتتة جغرافياً حول العالم.
ولوحظت اختلافات مناطقية كبيرة في أنماط الاستغلال، فتحصر دول أفريقية وآسيوية العديد من حالات الاتجار بالأشخاص بغرض العمل القسري، بينما يشيع الاستغلال الجنسي بشكل أو بآخر أكثر في أوروبا والأمريكيتين، كما لوحظ الاتجار بالبشر بدافع انتزاع الأعضاء في 16 دولة حول العالم.
ويثير هذا التقرير مخاوف حول معدلات التجريم، إذ لم تسجل 16% من الدول المُبلغة عن حالات الاتجار الأشخاص تجريم أي منها بين عامي 2007 و2010، من جهة أخرى صدّقت 173 دولة انطلاقاً من شهر فبراير/شباط عام 2018 على بروتوكول الأمم المتحدة للإتجار بالأشخاص، والذي يقف مكتب الأمم المتحدة المعني بالمخدرات والجرائم وصياً عليه،  علماً أنه قد تحقق إنجاز مُعتبر فيما يتعلق بالتشريعات، فبحلول عام 2012، امتلكت 83 دولة قانوناً يجرم الاتجار بالأشخاص بما يتوافق مع البروتوكول.

## التصريحات الدينية
في عام 2014، التقى قادة كبار للعديد من الأديان، منها البوذية والإنجيلية، والكاثوليكية، والمسيحية الأورثوذوكسية، والهندوسية، واليهودية، والمسلمة، لأول مرة في التاريخ ليوقّعوا على تعهّد مشترك ضد العبودية الحديثة، وينادي هذا التصريح الموقّع للتخلص من العبودية والاتجار بالأشخاص بحلول عام 2020